# Протестний психоз
Протестний психоз: як шизофренія стала чорною хворобою — книга 2010 року американського психіатра, доктора філософії Джонатана Метцла, опублікована видавництвом  Beacon Press . Книга висвітлює історію однієї з найбільших і найвідоміших державних психіатричних лікарень Америки, що розташована в Іонії, штат Мічіган. Дія книги відбувається у 1960-х роках.
Метцл зосереджується на описі тенденції цієї лікарні діагностувати шизофренію афроамериканцям через їхні ідеї громадянських прав. Він припускає, що частково наплив таких діагнозів можна пояснити через зміну формулювань у Діагностичному і статистичному посібнику з психічних розладів, і якому порівняно з попереднім виданням було додано поняття «ворожість» і «агресія» як ознаки психічного розладу. Мецль пише, що ця зміна призвела до структурного расизму. Автор заявляє, що влада мала метою  прирівняти расові заворушення до психічних захворювань.
Книгу добре оцінили в Журналі Американської Медичної Асоціації, де її описали як «захоплюючу, проникливу книгу одного з найвидатніших молодих учених медицини». Книга отримала позитивні рецензії в американських журналах -  Американськой журнал психіатрії,  журналах Психіатричні послуги,  Транскультурна психіатрія, Американський журнал біоетики,  Афроамериканська історія,  та інших   .